# Reinier de Vries
Reinier Willem Petrus de Vries jr. (Amsterdam, 3 maart 1874 - Hilversum, 27 mei 1952) was een Nederlands kunstenaar. Hij was schilder, tekenaar, boekbandontwerper, en maakte etsen en houtsneden.
De Vries was een zoon van uitgever en antiquaar R.W.P. de Vries sr. (1841-1919). 
Hij studeerde aan de Rijksnormaalschool in Amsterdam, behaalde daar het MO tekenen. Zelf was hij leerling van Gerrit Willem Dijsselhof, Jan Derk Huibers en Maurits van der Valk. Van 1913 tot 1935 was hij leraar tekenen aan een HBS in Hilversum. Leerlingen van hem waren onder anderen Bernard Laurens Kruyne, Tijmen Moll en Johannes Oud. 
In 1904 werd De Vries gedurende drie jaar co-redacteur van het door Elis Rogge opgerichte tijdschrift De vrouw en haar huis.
Door een schenking vanuit de familie kwamen in 1986 ruim 900 werken in de prentencollectie van het Rijksmuseum Amsterdam. 

## Ontwerpen in het Rijksmuseum Amsterdam

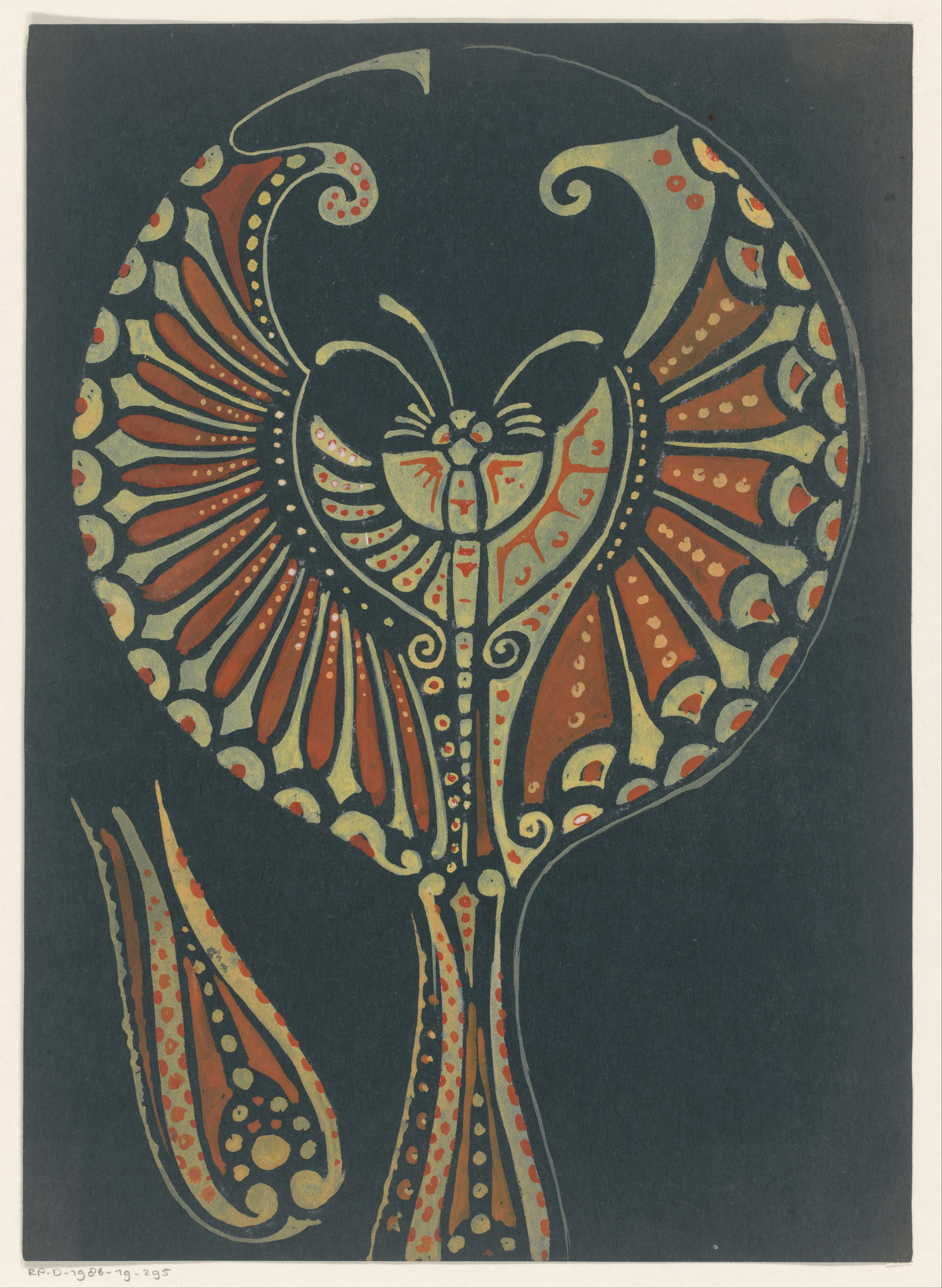
Ornament met gestileerde vlinder
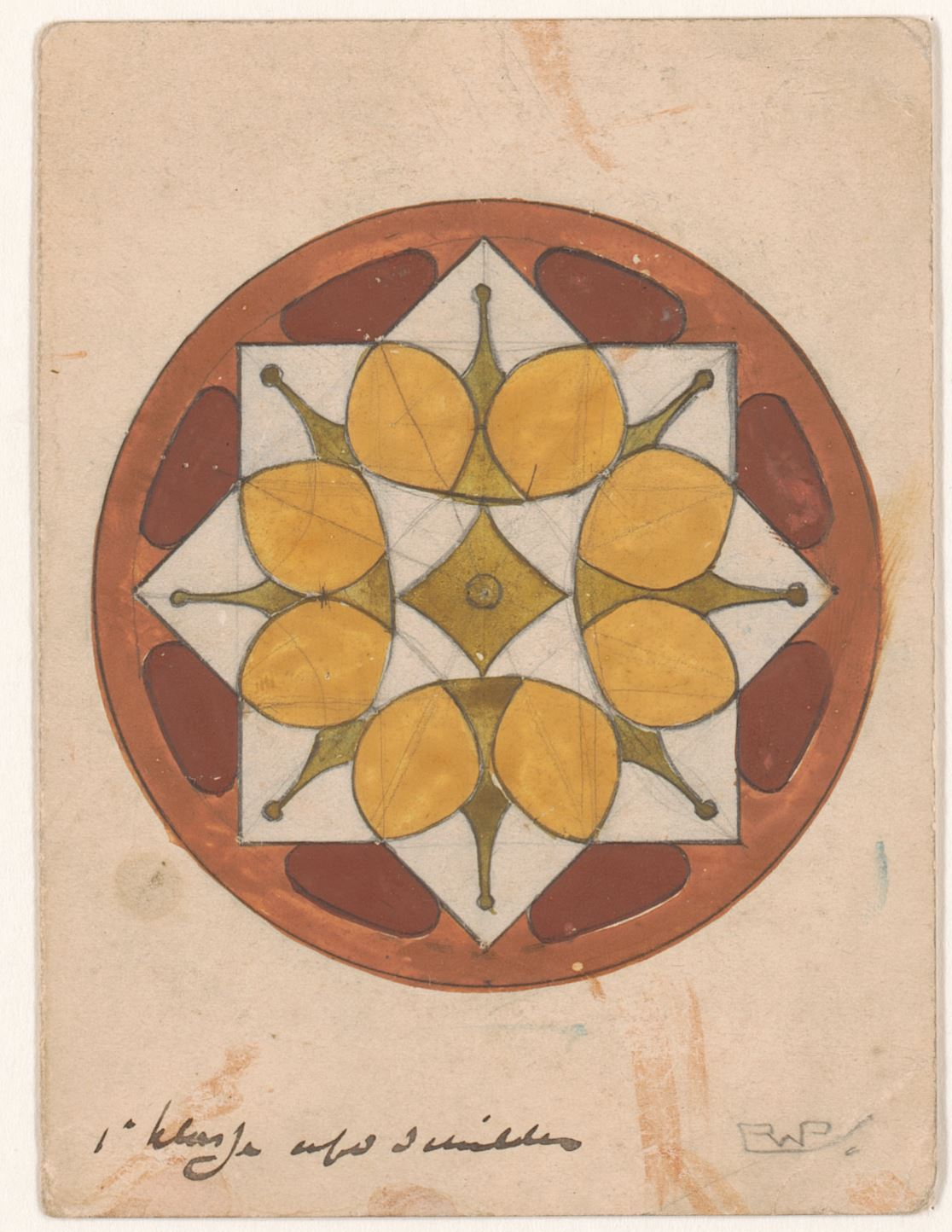
Rond ornament met bladmotief
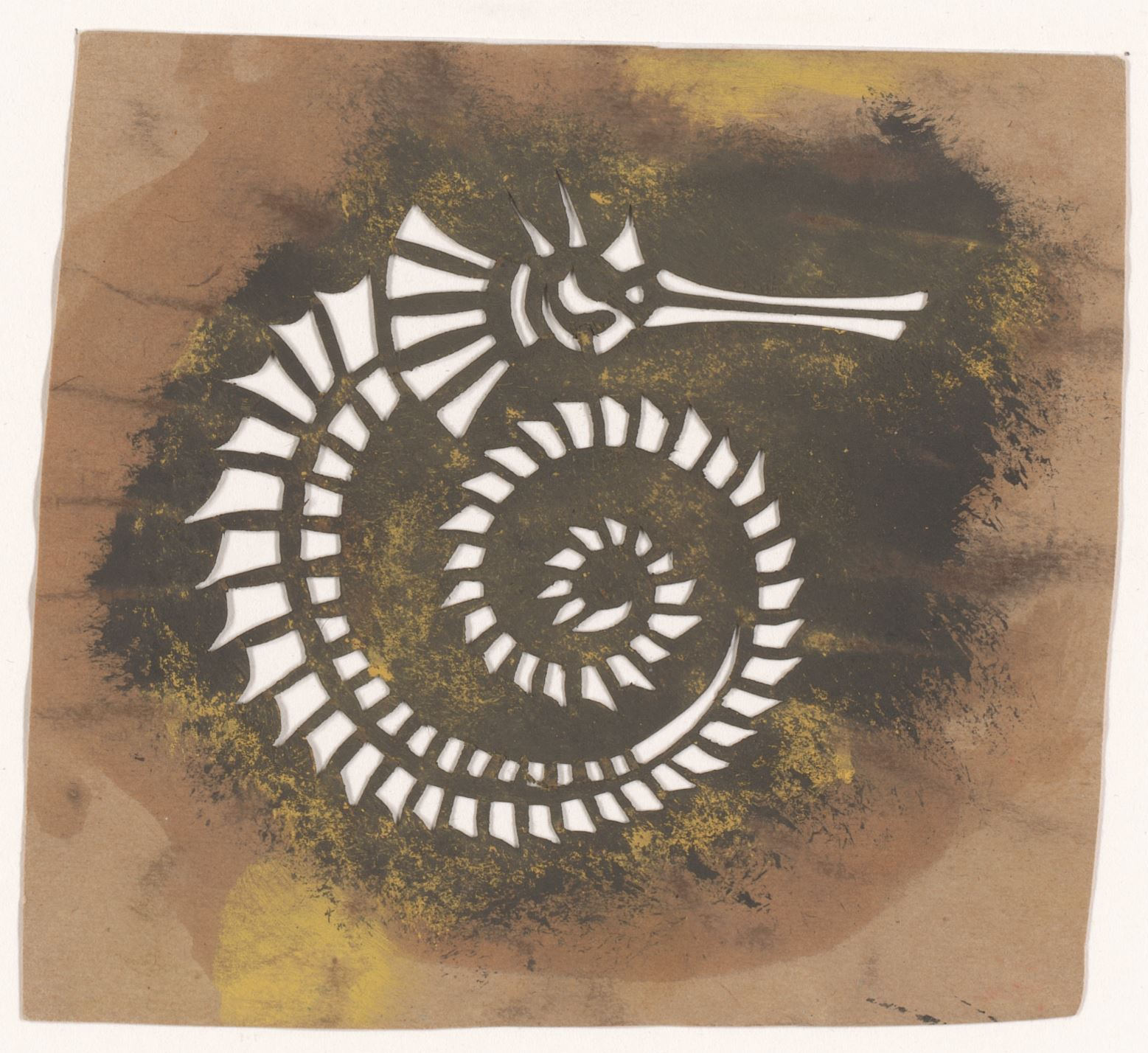
Sjabloon met zeepaardje
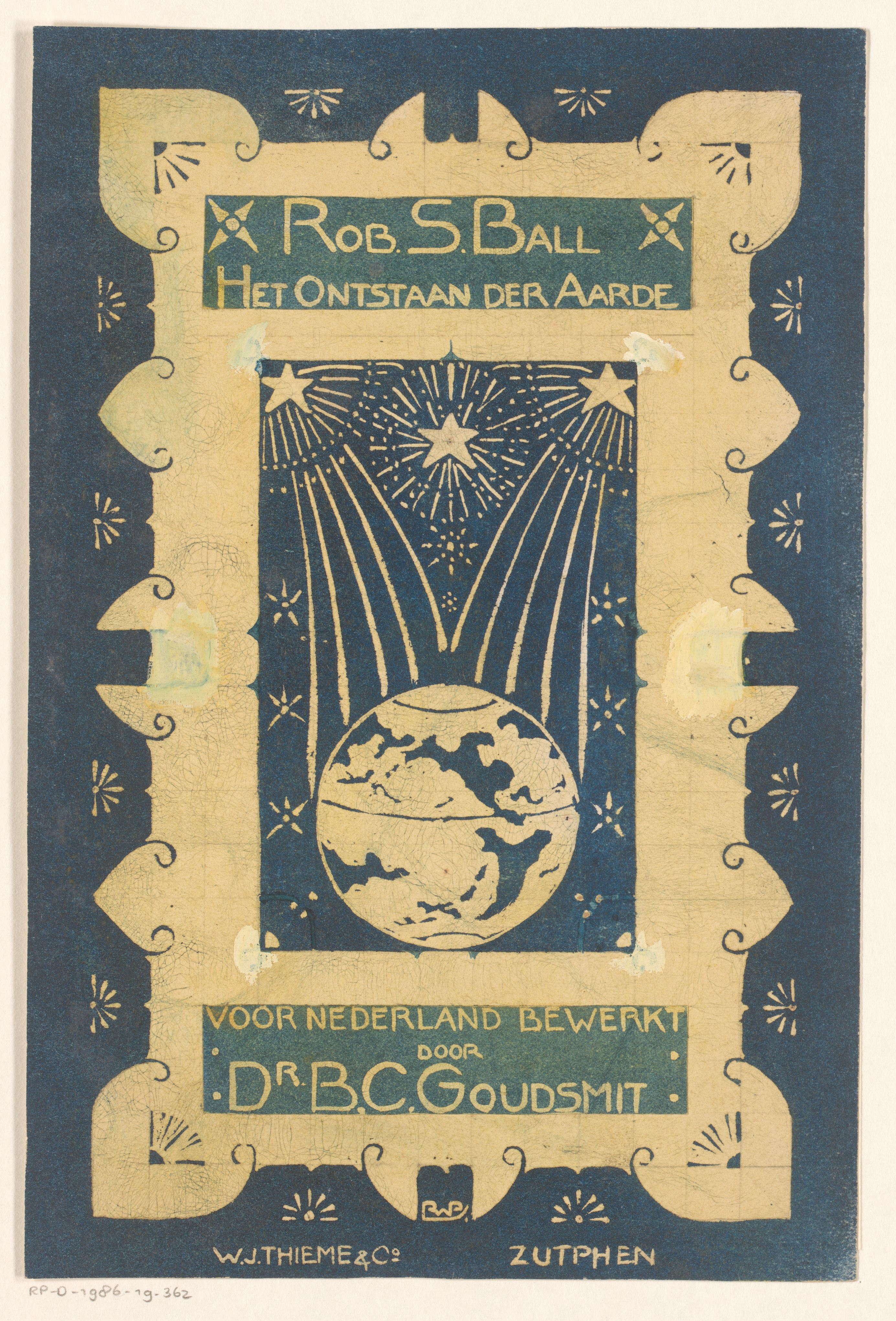
Bandontwerp, Het ontstaan der aarde

- Bibsys: 2069935
- Biblioteca Nacional de España: XX4977211
- Biografisch Portaal: 65408084
- Gemeinsame Normdatei: 1055478752
- International Standard Name Identifier: 0000 0000 4768 3866
- Library of Congress Control Number: no2008096845
- Nederlandse Thesaurus van Auteursnamen: 07004743X
- RKD-Nederlands Instituut voor Kunstgeschiedenis: 91734
- Système universitaire de documentation: 235342602
- Virtual International Authority File: 78593680
- WorldCat: E39PBJx4tJQKWDxW9m84hCFkDq